# La Estancita del Maguey
La Estancita del Maguey är en ort i Mexiko.   Den ligger i kommunen San Felipe och delstaten Guanajuato, i den centrala delen av landet, 300 km nordväst om huvudstaden Mexico City. La Estancita del Maguey ligger 2 362 meter över havet och antalet invånare är 407.
Terrängen runt La Estancita del Maguey är kuperad söderut, men norrut är den platt. Runt La Estancita del Maguey är det ganska glesbefolkat, med 31 invånare per kvadratkilometer. Närmaste större samhälle är Ocampo, 18,0 km väster om La Estancita del Maguey. Omgivningarna runt La Estancita del Maguey är i huvudsak ett öppet busklandskap.